# Donizeti Camargo
Donizeti Camargo da Veiga, ou simplesmente Donizeti (Conchas, 12 de março de 1971), é um cantor brasileiro de música sertaneja, famoso por haver iniciado a carreira como cantor com apenas cinco anos de idade. Além do grande sucesso com a canção "Galopeira", teve outras canções bastante divulgadas como "Onde Andará", "Você Virou Saudade" e "Ai Amor".

## Biografia
Donizeti nasceu em uma família musical de pescadores, e quando iniciou a carreira com apenas cinco anos de idade sustentando por vinte segundos a mesma nota na canção "Galopeira", encarou a situação como algo divertido e viu a fama como algo natural, apresentando-se em vários programas de televisão, vindo ainda criança a se consagrar como vencedor num concurso musical infantil realizado no México, para onde foi por instância do apresentador Silvio Santos, derrotando Luis Miguel. Interpretou a canção "Canarinho Dobrador", sendo considerado a melhor voz infantil da América Latina. Nessa época, recebeu a alcunha de “A Voz de Ouro do Brasil”.
Em 2021, no auge da pandemia de COVID-19, Donizeti teve shows cancelados e passou a conciliar a carreira artística com a de caminhoneiro. É casado com Denice Oliveira, pai de duas filhas gêmeas, dois enteados e já avô com três netos.

No programa The Noite, apresentado por Danilo Gentili, o cantor foi convidado para participar em 2022, e contou sua história ao longo da carreira e cita o erro do maestro na música "Galopeira".
"Galopeira entrou de última hora no repertório, estava gravando meu primeiro LP e a gravadora precisava de uma música a mais. Aí o maestro, que era paraguaio, escreveu na hora a partitura e acho que errou e, ao invés de colocar oito compassos, colocou duas vezes oito... Um erro do maestro foi uma bênção na minha vida", explica.

Após pandemia o cantor retornou aos palcos e, em 2023, aceitou o convite para participar do Programa Eliana; a apresentadora Eliana menciona o cantor como o "Cantor da Galopeira" e também lembra de uma história quase que esquecida da sua infância a qual ela já estrelou um dos clipes de Donizeti. Segundo ambos, o videoclipe mostrava Donizeti passeando de cavalo e chamando a atenção de Eliana.
“Tenho quase certeza de que era para o Programa Silvio Santos” comentou o cantor 
No início da sua carreira, venceu até prêmios internacionais e, em 1982, recebeu no México o prêmio de Melhor Voz Infantil da América Latina.

## Discografia
Em sua carreira, o cantor Donizeti gravou dezessete discos e recebeu dois discos de ouro. Alguns de seus álbuns:
- Quero Ter Papai/Menino Triste (1979)

- O Menino Boiadeiro (1981) - Disco de Ouro
- Canarinho Dobrador (1982)
- Dom de Cancioneiro (1984)
- Tem Alguém que Ama Você (1985)
- Imaginação (1986)
- Donizeti 1988)
- Aí, Amor (1991) - Disco de Ouro
- Me Perdi  (1992)
- Não Brinca com o Meu Coração (1994)
- Minha Vida (1995)
- Rodeio (1997)
- Página Virada (2008)
- Sem Você Não Viverei (2009)
- Aquela Moda (2018)
- Sentimento Involuntário (2022)
- Mais um Dia no Meu Caminhão (2023)